# اندوهی به وسعت اقیانوس (فیلم)
اندوهی به وسعت اقیانوس (عنوان رایج در ایران) یا پایان عمیق اقیانوس (ترجمه درست) یا در اعماق اقیانوس (از شبکه نمایش) (به انگلیسی: The Deep End of the Ocean) یک فیلم درام محصول سال ۱۹۹۹ و به کارگردانی اولو گروسبارد است. در این فیلم بازیگرانی همچون میشل فایفر، جاناتان جکسون، جان کیپلاس، ووپی گلدبرگ، رایان مریمان، الکسا وگا، برندا استرانگ، جان روسلیوس و تونی موسانته ایفای نقش کرده‌اند. این فیلم بر پایهٔ یک رمان تخیلی با همین عنوان ساخته شد.

## چکیده داستان
در سال ۱۹۸۸ در مدیسون، ویسکانسین، پت کاپادورا و همسرش بث زندگی خوشی را با سه فرزندشان وینسنت، بن و کری می‌گذرانند. یک روز بن، کوچک‌ترین پسر سه ساله شان، در یک تجدید دیدار فارغ التحصیلان دبیرستان که مادرش به آن دعوت شده، در میان جمعیت ناپدید می‌شود. به پلیس خبر می‌دهند، اما با وجود تلاش‌های تیپ به فرماندهی کندی بیس، جستجو موفقیت‌آمیز نیست. روزها و ماه‌ها می‌گذرد، اما بن غیرقابل ردیابی باقی می‌ماند. پس از ده سال تلاش برای زندگی بدون او، یک پسر سیزده ساله روزی می‌آید تا زنگ در خانه کاپادورا را به صدا درآورد. این پسر به نام سام کاراس در این محله زندگی می‌کند و می‌آید تا خدمات خود را برای چمن‌کاری ارائه دهد. بث بخاطر شباهت عجیب این پسر جوان به بن دچار سردرگمی و تشویش می‌شود.